# Ginoria arborea
Ginoria arborea là một loài thực vật có hoa trong họ Lythraceae. Loài này được Britton mô tả khoa học đầu tiên năm 1912.